# Frederick Schmidt
Frederick Schmidt (Londra, 1984) è un attore britannico.

## Carriera
All'inizio della sua carriera, ha recitato in molti film britannici. Nel 2018 prende parte al film Mission: Impossible - Fallout con Tom Cruise, nel ruolo di Zola, che riprende nel seguito del film nel 2023. Nel 2019 prende parte al film Attacco al potere 3 - Angel Has Fallen.
In televisione ha recitato in Supergirl, nel ruolo del cyborg Metallo.

## Filmografia parziale

### Cinema
- Il ribelle - Starred Up (Starred Up), regia di David Mackenzie (2013)
- Snow in Paradise, regia di Andrew Hulme (2014)
- Brimstone, regia di Martin Koolhoven (2016)
- The Marker, regia di Justin Edgar (2017)
- Mission: Impossible - Fallout, regia di Christopher McQuarrie (2018)
- Paziente zero (Patient Zero), regia di Stefan Ruzowitzky (2018)
- Attacco al potere 3 - Angel Has Fallen (Angel Has Fallen), regia di Ric Roman Waugh (2019)
- Aspettando Anya (Waiting for Anya), regia di Ben Cookson (2020)
- The Hanging Sun - Sole di mezzanotte (The Hanging Sun), regia di Francesco Carrozzini (2022)
- Mission: Impossible - Dead Reckoning, regia di Christopher McQuarrie (2023)
- The Partisan, regia di James Marquand (2024)

### Televisione
- Supergirl – serie TV, 3 episodi (2016-2017)
- Taboo – serie TV, episodio 1x05 (2017)
- The Flash – serie TV, un episodio (2017) – voce
- L'alienista (The Alienist) – serie TV, 5 episodi (2020)

## Doppiatori italiani
Nelle versioni in italiano delle opere in cui ha recitato, Frederick Schmidt è stato doppiato da:
- Gabriele Sabatini in Mission: Impossible - Fallout, Attacco al potere 3 - Angel Has Fallen, Aspettando Anya, Mission: Impossible - Dead Reckoning
- Guido Di Naccio in Supergirl, The Hanging Sun - Sole di mezzanotte